# Claudia Zwiers
Claudia Antoinette Zwiers (ur. 23 listopada 1973 w Haarlemie) – holenderska judoczka.
Na Igrzyskach Olimpijskich w Atlancie w 1996 zdobyła brązowy medal w wadze średniej (ex aequo z Chinką Wang Xianbo). Do jej osiągnięć należy również brązowy medal mistrzostw świata (Kair 2005). Ma w swoim dorobku również sześć medali mistrzostw Europy: złoty (1996) i pięć brązowych (1993, 1994, 1997, 2001, 2002). Dwunastokrotnie była mistrzynią Holandii (1992, 1993, 1995, 1996, 1998, 1999, 2000, 2002, 2003, 2005, 2006, 2009). 